# Paul Mahler
Paul Mahler, né à Strasbourg le 29 septembre 1864, mort à Clamart le 31 décembre 1923, est un peintre connu pour ses peintures animalières.

## Biographie

### Famille
Paul Mahler est le fils de Louis Théodore Mahler, conducteur des ponts et chaussées et de Pauline Arlensparch.
Il épouse en mai 1888, à Paris, Marie Francoise Anastasie Moreau.

### Peintre animalier
Il se fait connaître comme peintre animalier et illustrateur. Élève de Jean-Léon Gérôme et d’Ernest Bellecroix. 
Tous les animaux sont ses modèles, sauvages ou domestiques, sur tous les continents.
Il expose régulièrement peintures et aquarelles au Salon des Artistes Français, de 1894 à 1905, puis élargit sa production en présentant des objets d’art de 1900 à 1903 et des sculptures en 1904.                   
L’exposition de 1908 a un succès considérable et recueille les plus élogieuses appréciations. On peut citer, dans la presse de l’époque ces critiques : « Paul Mahler excelle dans la représentation des animaux de chasse. Étudiés avec soin, fruit d’une patiente observation. il aime les représenter. Ses chiens de race, très vivants, saisis avec vigueur et précision, sont toujours dans le feu de l’action ». Ou encore : 
« Cet artiste nous présente une œuvre consciencieuse et vive, qui ne se lasse pas d’observer la nature. Elle traduit à l’aquarelle ou à l’huile, au crayon ou à la plume, la parure de ses personnages, leurs mouvements, leurs gestes. La vie de l’animal est prise sur le vif, dans toute son expression ».
On l'apprécie de la même manière « pour nos chers compagnons chiens et chats, au dessin généreux et alerte dans des aquarelles d’une belle vivacité ».   
Paul Mahler présente aussi des illustrations réalisées en gypsographies sur papier japon ou plaquettes d’étain, procédé inventé par Pierre Roche et plutôt oublié aujourd’hui.                                     
C’est un collaborateur fidèle du journal La Chasse illustrée.                     
On le voit régulièrement au Salon de l’École Française et au Salon des Indépendants.   

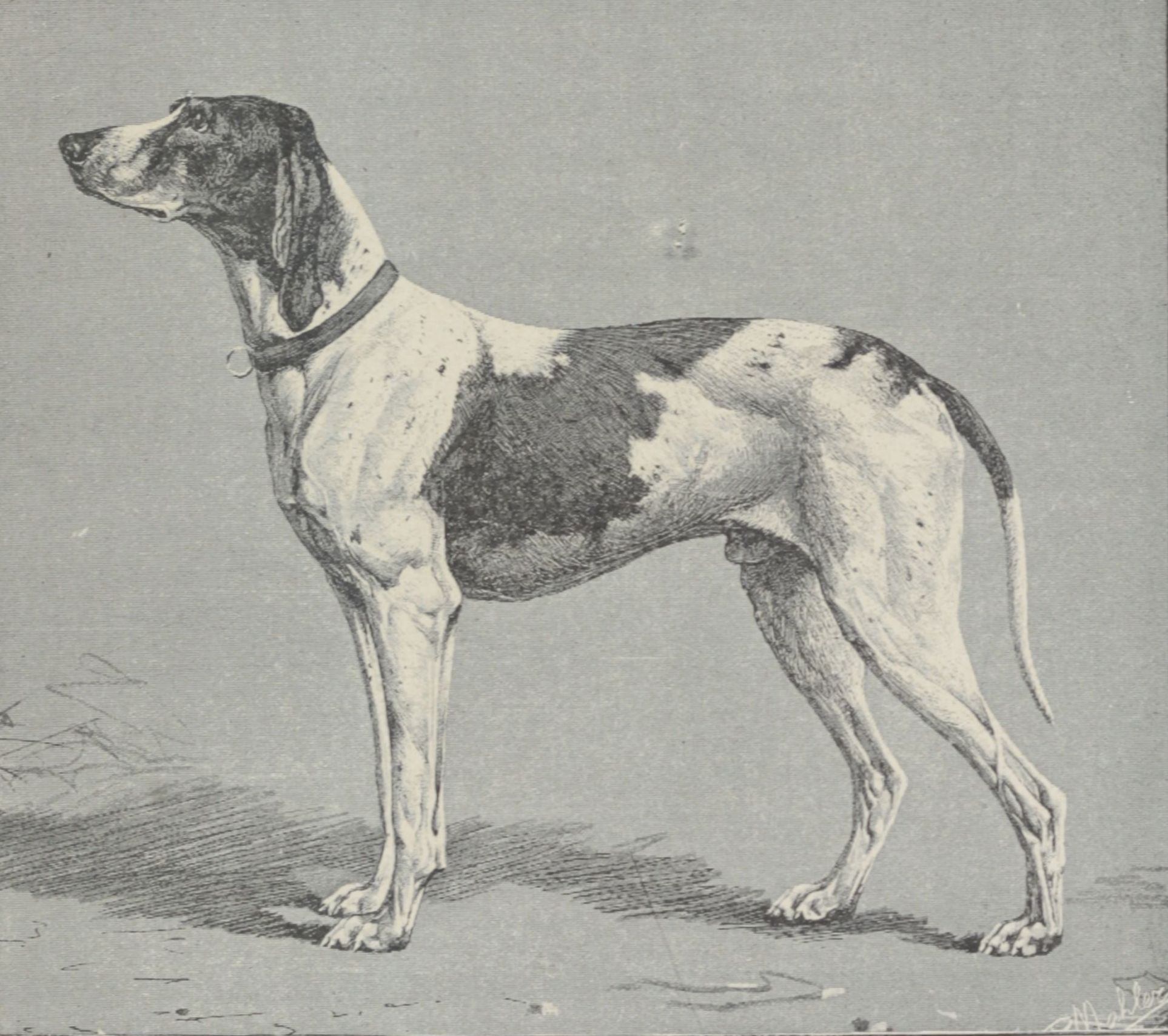
Braque du Puy, illustration de Paul Mahler.

Il réalise nombre de sculptures et bas-reliefs en bronze sur ses modèles favoris, parmi lesquels le « Club du Braque Dupuy », acquis par l’État, et le remarquable « Chiens de St-Hubert », acquis par la Manufacture Française d’armes de chasse de St-Étienne.           
Cette même Manufacture a édité un album illustré par l’artiste, avec près de deux cents animaux : ceux qui peuplent nos campagnes et nos chiens, chats, coqs et poules.   
Il utilise tous les supports : éventails, paravents, bois, toile, papiers, fresques aussi dans quelques pavillons de chasse.
On retrouve ses illustrations dans Le Magasin Littéraire, La Chasse Illustrée, L’Acclimatation, l’Almanach Hachette, nombre d’ouvrages sur la vénerie, la chasse et les chasseurs dont « Les chasses en Afrique » d’Édouard Foà aux éditions Montbel, les livres de Gaspard de Cherville et de Charles Diguet, les illustrations du « Petit Larive et Fleury » aux éditions Chamerot, le Chasseur Français, les revues sportives, et régulièrement, le catalogue de la Manufacture d’armes de St-Étienne.
Auteur d’affiches pour les expositions d’aviculture ou canines, de plaquettes d’édition, de diplômes pour les sociétés cynégétiques.
Nombreuses expositions en France et à l’étranger pour lesquelles il obtient des médailles d’or (à Rouen, à Alençon), une médaille d’argent (à Brest, à Angers), des mentions honorifiques (à l’Exposition des Sports de Schéveningue près de La Haye,  Pays-Bas) et à l’Exposition Internationale de Blanc et Noir à Paris.

### Membre de comités et sociétés
Membre de : 
- la Société des peintres et  sculpteurs de chasse et de vénerie,

- la Société des peintres animaliers,

- Membre fondateur de la Société des peintres de chevaux.

### Ateliers
- Paris, rue du Montparnasse.

- Clamart, 19 rue Denis-Gogue.

### Mort
Il meurt à Clamart le 31 décembre 1923 à 59 ans.